# Domingoella asterinarum
Domingoella asterinarum är en svampart som beskrevs av Petr. & Cif. 1932. Domingoella asterinarum ingår i släktet Domingoella, divisionen sporsäcksvampar och riket svampar.   Inga underarter finns listade i Catalogue of Life.